# Jeżewo-Wesel
Jeżewo-Wesel (prononciation : [jɛˈʐɛvɔ ˈvɛsɛl]) est un village polonais de la gmina de Płońsk dans le powiat de Płońsk de la voïvodie de Mazovie dans le centre-est de la Pologne.

## Histoire
De 1975 à 1998, le village appartenait administrativement à la voïvodie de Ciechanów.